# Thomas Hobi
Thomas Hobi (* 20. Juni 1993 in Balzers) ist ein liechtensteinisch-schweizerischer Fussballtorhüter.

## Karriere

### Vereine
Hobi begann seine Karriere beim FC Balzers. Im August 2013 stand er gegen den FC Zug 94 erstmals im Kader der ersten Mannschaft. Im Mai 2014 debütierte er für diese in der 1. Liga, als er am 22. Spieltag der Saison 2013/14 gegen den SV Höngg in der Startelf stand. In der darauffolgenden Saison war er Stammtorhüter von Balzers und kam in 25 Ligaspielen zum Einsatz. In der Saison 2015/16 absolvierte er 16 der 26 Saisonspiele in der vierthöchsten Schweizer Spielklasse. In der Saison 2016/17 kam er zu 20 Einsätzen. Vor der Saison 2017/18 verlor er seinen Stammplatz an Oliver Klaus, häufig befand er sich nicht einmal im Kader.
Daraufhin wechselte Hobi im Sommer 2018 zum österreichischen Regionalligisten VfB Hohenems. Im August 2018 debütierte er in der Regionalliga, als er am dritten Spieltag jener Saison gegen den SV Wörgl von Beginn an zum Einsatz kam. Bis Saisonende kam er zu 22 Einsätzen für Hohenems in der dritthöchsten österreichischen Spielklasse.
Zur Spielzeit 2019/20 kehrte er zum FC Balzers zurück. Für die Oberländer war er in der Hinrunde grösstenteils in der zweiten Mannschaft aktiv, seit Januar 2020 spielt er wieder für die erste Mannschaft. 

### Nationalmannschaften
Hobi kam im September 2014 gegen Belarus zu seinem einzigen Einsatz für die liechtensteinische U-21-Auswahl. Im Juni 2016 stand er gegen Island erstmals im Kader der A-Nationalmannschaft. Sein Debüt für diese gab er am 8. Juni 2019 im Rahmen der Qualifikation zur Fussball-Europameisterschaft 2021 gegen Armenien.